# Poliptyk z Valle Romita
Poliptyk z Valle Romita – dzieło namalowane przez włoskiego malarza Gentile da Fabriano na początku XV wieku. Obecnie poliptyk przechowywany jest w Pinakotece Brera w Mediolanie.

## Historia
Poliptyk powstał w klasztorze obserwantów Santa Maria w Valdisasso. Znajdował się on w przyklasztornym kościele.
W XVIII lub XIX wieku poliptyk został podzielony. W 1811 roku kwatera centralna i cztery kwatery boczne trafiły ze zlikwidowanego klasztoru do Pinakoteki Brera, natomiast cztery mniejsze górne części dokupiono z prywatnej kolekcji w 1901 roku.

## Opis
W kwaterze centralnej namalowano scenę koronacji Maryi. U góry znajduje się przedstawienie Boga Ojca, jako starca w koronie ubranego w bogate szaty. Poniżej Chrystus nakłada koronę na głowę Maryi. Pomiędzy Jezusem i Maryją znajduje się Duch Święty pod postacią gołębicy. Maryja pochyla głowę w kierunku Syna. Ubrana jest w niebieski płaszcz, a na piersi trzyma skrzyżowane ręce. Poniżej znajduje się grupa, znacznie mniejszych, ośmiu aniołów z różnymi instrumentami muzycznymi. 
Cztery dolne panele boczne przedstawiają stojące postacie świętych zwróconych w kierunku sceny centralnej. Od lewej są to: św. Hieronim, św. Franciszek, św. Dominik i św. Maria Magdalena.
Na mniejszych kwaterach górnych przedstawiono kolejno od lewej strony: męczeństwo św. Piotra z Werony, modlącego się św. Jana Chrzciciela, św. Franciszka otrzymującego stygmaty i czytającego franciszkańskiego świętego.
Wymiary: kwatera środkowa – 152,7 × 79,6 cm; kwatery boczne – 117,6 × 40 cm; kwatery górne – 48,8 × 38 cm.